# William Paterson (jurist)
William Paterson, född 24 december 1745, död 9 september 1806, var en amerikansk politiker. William Paterson var en ledamot i den första amerikanska kongressen samt domare i USA:s högsta domstol 1793–1806.